# 台湾民主共産党
台湾民主共産党（たいわんみんしゅ-きょうさんとう）はかつて存在した台湾の政党である。

## 概要
この党は2009年10月1日に成立した共産主義政党である。陳水扁の従弟にあたる中華民国共産党を離党した陳天福が党首（総書記）に就任した。彼は党名に中華民国と入れることに反対するなど中華民国共産党党内で結成当初から路線対立が続いていた。党の目標は台湾独自の社会主義を実現すること、一国両制に基づく平和的な中台統一である。党旗は台湾島の上に中国共産党の党章がおかれたものとなっている。1994年に結成、2008年に承認された台湾共産党とは別の政党である。
2020年廃止。